# Września (gmina)
Września – gmina miejsko-wiejska w województwie wielkopolskim, w powiecie wrzesińskim. W latach 1975–1998 gmina położona była w województwie poznańskim.
Siedziba gminy to Września.
Według danych z 30 czerwca 2004 gminę zamieszkiwało 43 456 osób. Natomiast według danych z 31 grudnia 2017 roku gminę zamieszkiwało 46 439 osób. Stanowiło to wówczas 60,3% ludności powiatu.

## Historia
Gmina Września powstała 1 stycznia 1973 w wyniku reformy podziału administracyjnego, znoszącej istniejące od 1954 gromady. W latach 1934–1954 odrębnymi jednostkami administracyjnymi na terenie obecnej gminy było miasto Września oraz 2 gminy: Września-Północ i Września-Południe.

## Struktura powierzchni
Według danych z roku 2002 gmina Września ma obszar 221,84 km², w tym:
- użytki rolne: 82%
- użytki leśne: 8%

Gmina stanowi 31,5% powierzchni powiatu.

## Demografia

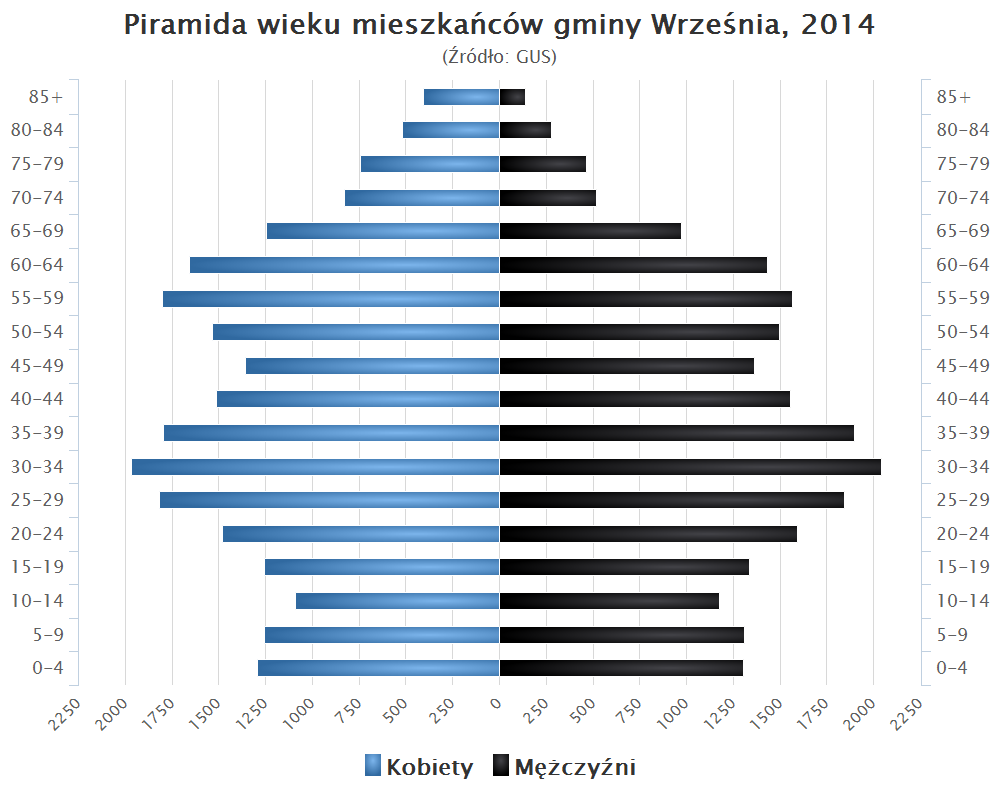
Piramida wieku mieszkańców gminy Września w 2014 roku

Dane z 31 grudnia 2017 roku:
| Opis                              | Ogółem | Ogółem | Kobiety | Kobiety | Mężczyźni | Mężczyźni |
| --------------------------------- | ------ | ------ | ------- | ------- | --------- | --------- |
| jednostka                         | osób   | %      | osób    | %       | osób      | %         |
| populacja                         | 46 439 | 100    | 23 981  | 51,6    | 22 458    | 48,4      |
| gęstość zaludnienia (mieszk./km²) | 208    | 208    | 105     | 105     | 103       | 103       |

## Sąsiednie gminy
Czerniejewo, Dominowo, Kołaczkowo, Miłosław, Nekla, Niechanowo, Strzałkowo, Witkowo

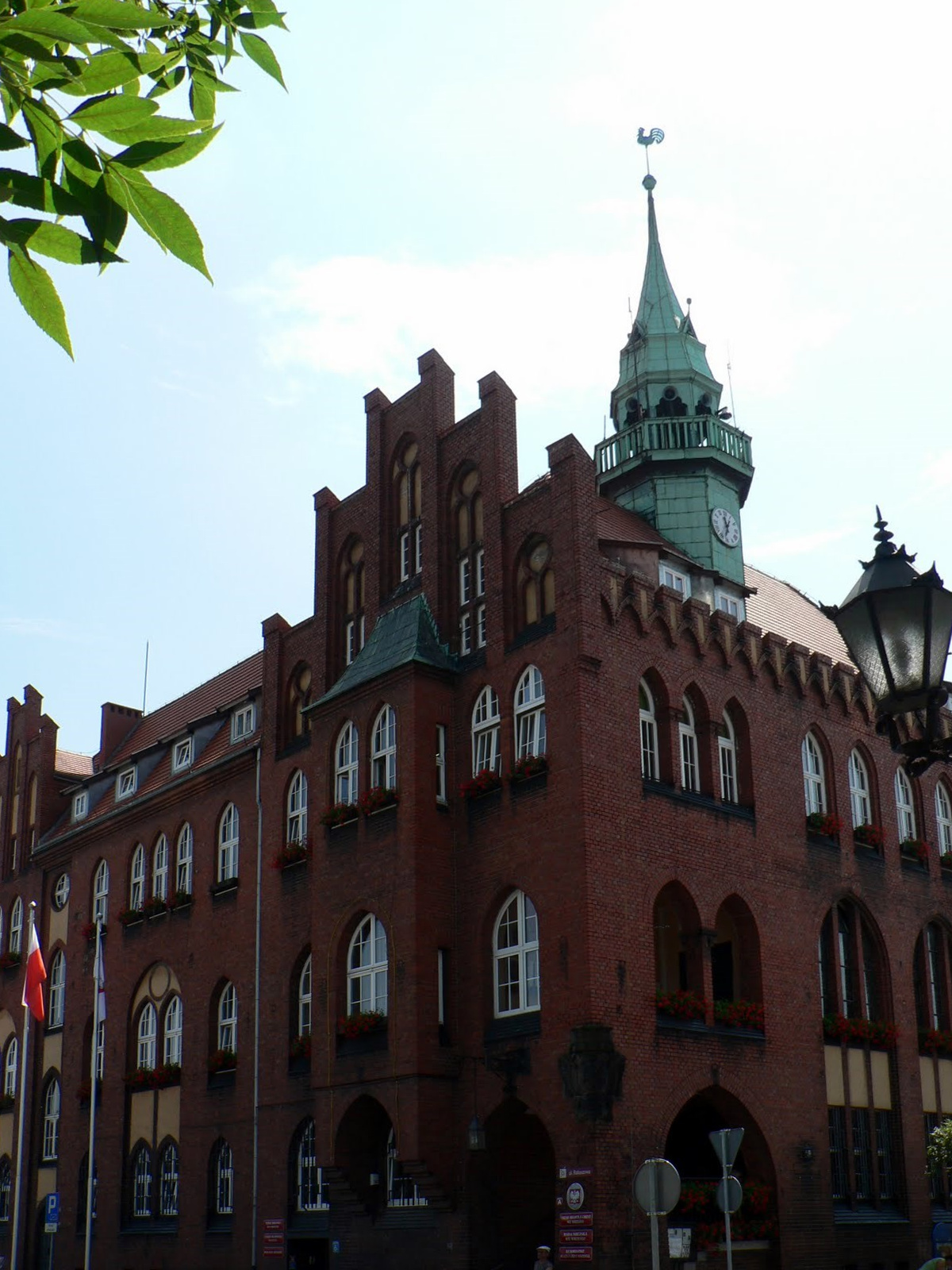
Ratusz we Wrześni, siedziba urzędu gminy

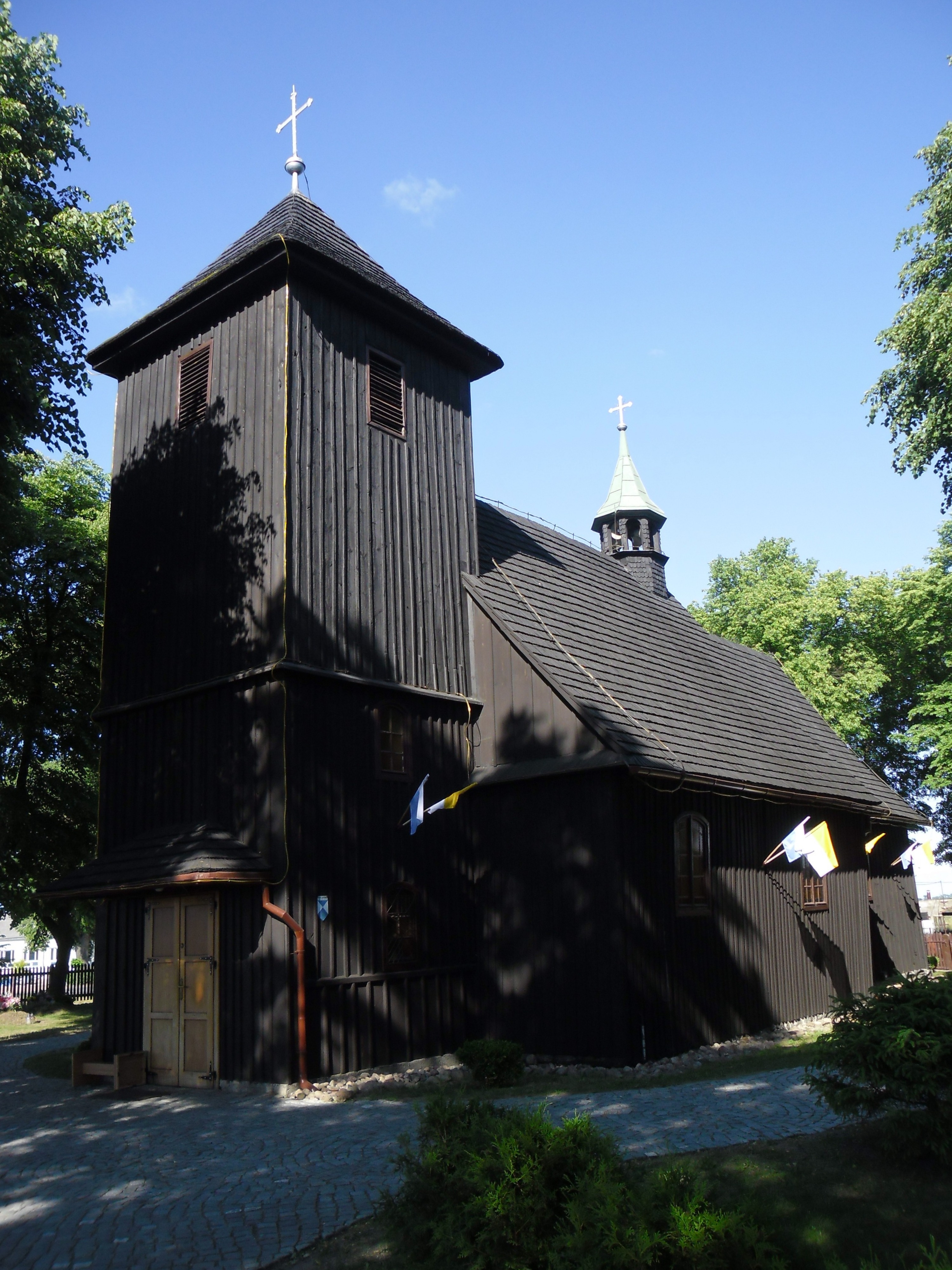
Kościół św. Michała Archanioła w Grzybowie

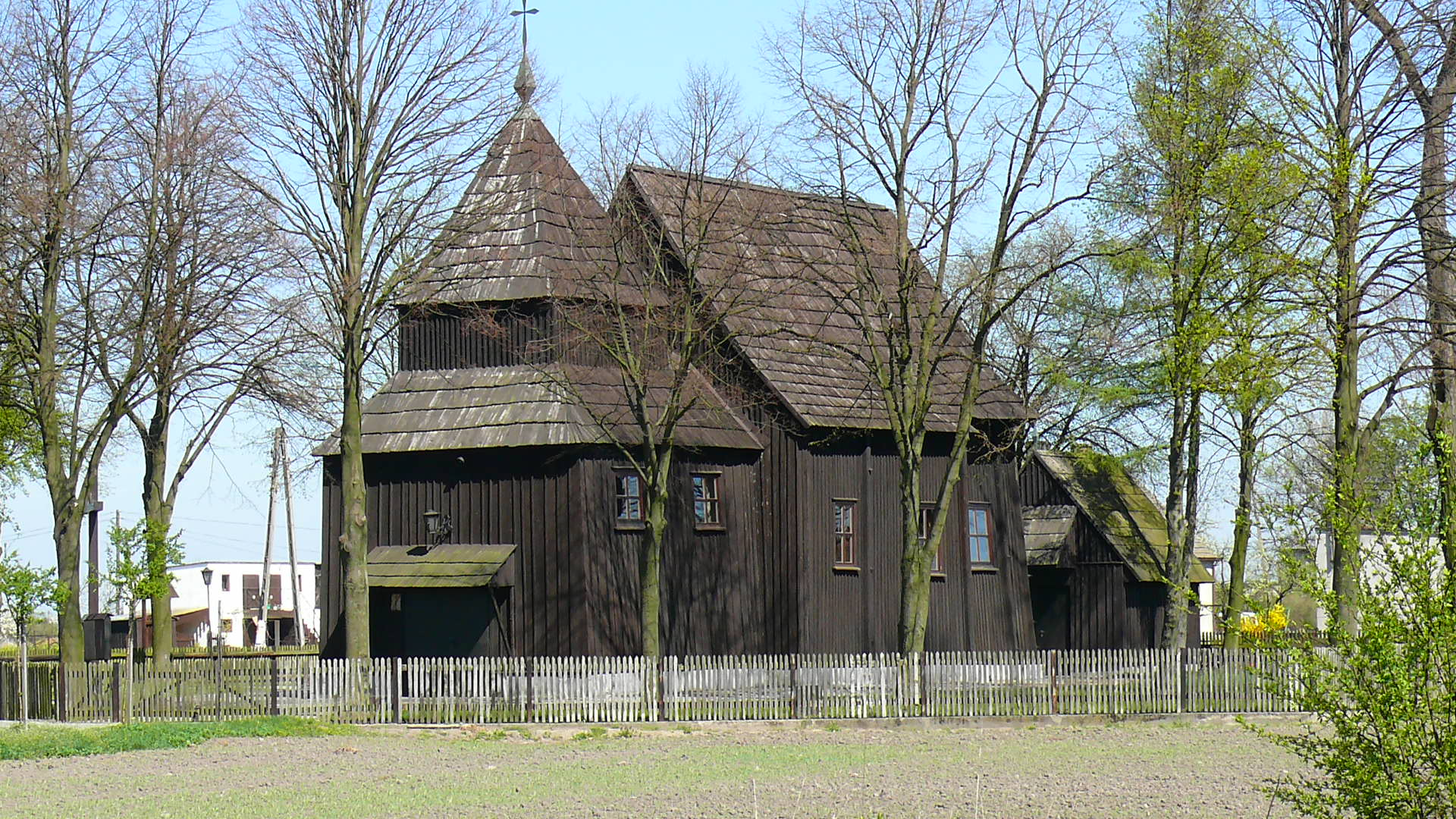
Kościół św. Andrzeja Apostoła w Nowej Wsi Królewskiej

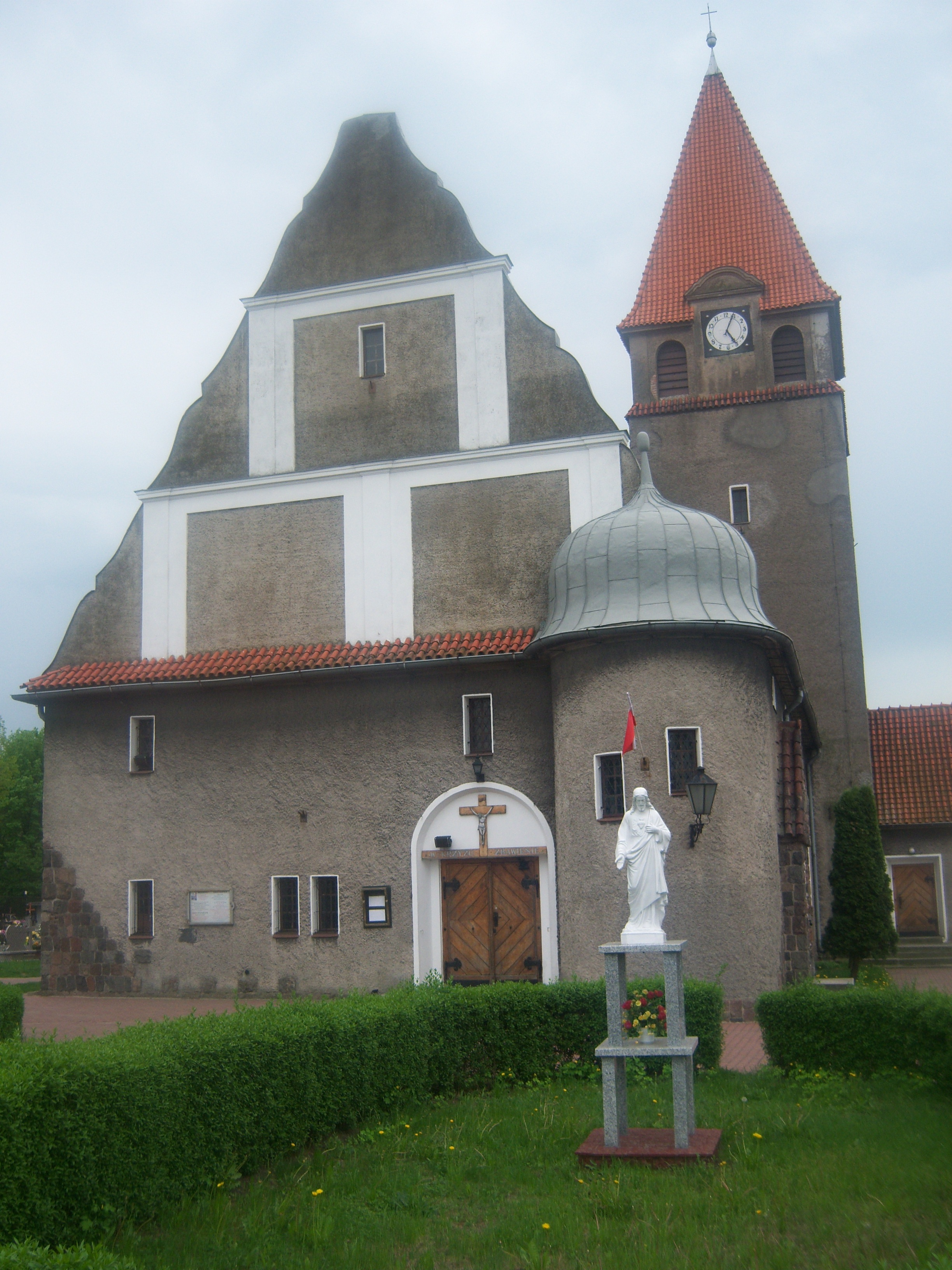
Kościół Najświętszego Serca Pana Jezusa w Węgierkach

## Zabytki
Na terenie gminy znajduje się 44 obiektów zabytkowych:
- 14 obiektów zabytkowych we Wrześni
- Bardo - kościół św. Mikołaja z 1783 (nr rej.: 950/A z 4.03.1970)
- Bardo - zespół dworski i folwarczny z początku XIX w.:
  - dwór (nr rej.: 961/A z 5.03.1970)
  - park (nr rej.: 2159/A z 26.06.1989 i z 28.03.1997)
  - folwark (nr rej.: 2618/A z 28.03.1997): wozownia, magazyn zbożowy i magazyn
- Białężyce - zespół dworski z 1908 (nr rej.: 1730/A z 29.04.1975):
  - dwór
  - park
- Chocicza Mała - park z końca XIX w. (nr rej.: 2061/A z 1.1986)
- Chocicza Wielka - park z XIX/XX w. (nr rej.: 2060/A z 1.1986)
- Chwalibogowo - zespół pałacowy z XIX w. (nr rej.: 1452/A z 8.06.1973):
  - pałac
  - park
- Gozdowo - kościół śś. Filipa i Jakuba z 1881-1883 (nr rej.: 343/Wlkp/A z 12.06.2006)
- Gozdowo - cmentarz kościelny (nr rej.: 343/Wlkp/A z 12.06.2006)
- Gozdowo - ogrodzenie z bramkami z IV ćwierci XIX w. (nr rej.: 343/Wlkp/A z 12.06.2006)
- Gozdowo - organistówka z 1909 (nr rej.: 343/Wlkp/A z 12.06.2006)
- Grzybowo - kościół św. Michała Archanioła, drewniany z 1757 (nr rej.: 2465/A z 14.03.1933)
- Grzybowo - kaplica cmentarna z 1930 (nr rej.: 1731/A z 30.04.1975)
- Grzybowo - zespół dworski z I połowy XIX, przebudowany na przełomie XIX i XX w. (nr rej.: 2200/A z 28.09.1990):
  - dwór
  - park
- Grzymysławice - park z końca XIX w. (nr rej.: 2104/A z 28.11.1986)
- Gulczewo - zespół pałacowy z końca XIX w. (nr rej.: 1732/A z 30.04.1975):
  - pałac
  - park
- Gutowo Małe - zespół dworski (nr rej.: 1733/A z 30.04.1975):
  - dwór z 1895
  - park z XIX w.
- Kaczanowo - kościół św. Marcina, drewniany z 1763-1765 (nr rej.: 952/A z 5.03.1970)
- Kawęczyn - park dworski z XIX w. (nr rej.: 2082/A z 28.04.1986)
- Marzenin - kościół św. Mikołaja z 1846-1848 (nr rej.: A-30/Wlkp z 31.05.2000)
- Marzenin - cmentarz kościelny (nr rej.: A-30/Wlkp z 31.05.2000)
- Marzenin - park z końca XIX w. (nr rej.: 2079/A z 28.03.1986)
- Nowa Wieś Królewska - kościół św. Andrzeja Apostoła, drewniany z II połowy XVI w. (nr rej.: 2534/A z 1.08.1956)
- Ostrowo Szlacheckie - zespół pałacowy:
  - pałac z 1910 (nr rej.: 1773/A z 15.12.1977)
  - park z XIX/XX w. (nr rej.: 1773/A z 15.12.1977)
  - kurnik z 1916 (nr rej.: 2637/A z 2.04.1998)
- Radomice - zespół dworski (nr rej.: 2643/A z 19.05.1998):
  - dwór z II połowy XIX w., przebudowany w 1900
  - park z II połowy XIX w.
- Sędziwojewo - wiatrak koźlak z 1822 (nr rej.: 1752/A z 13.09.1976), przeniesiony do Wielkopolskiego Parku Etnograficznego w Dziekanowicach
- Sołeczno - park pałacowy z XIX w. (nr rej.: 1525/A z 1.06.1974)
- Sołeczno - wiatrak koźlak z końca XIX w. (nr rej.: 1771/A z 12.07.1977), przeniesiony do Wielkopolskiego Parku Etnograficznego w Dziekanowicach
- Węgierki - zespół dawnego kościoła ewangelickiego z 1907-1911 (nr rej.: 2096/A z 12.08.1986):
  - kościół, obecnie rzymskokatolicki Serca Pana Jezusa
  - cmentarz
  - pastorówka, obecnie plebania
  - ogród
- Węgierki - zespół pałacowy:
  - pałac z III ćwierci XIX w. (nr rej.: 1527/A z 1.06.1974)
  - park ze stawem z połowy XIX w. (nr rej.: 2096/A z 12.08.1986)
- Wódki - zespół dworski (nr rej.: 2196/A z 11.06.1990):
  - dwór z połowy XIX, przebudowany w 1920
  - park z XIX–XX w.
  - kaplica grobowa rodziny Cegielskich z 1936